# 딜레인 (밴드)

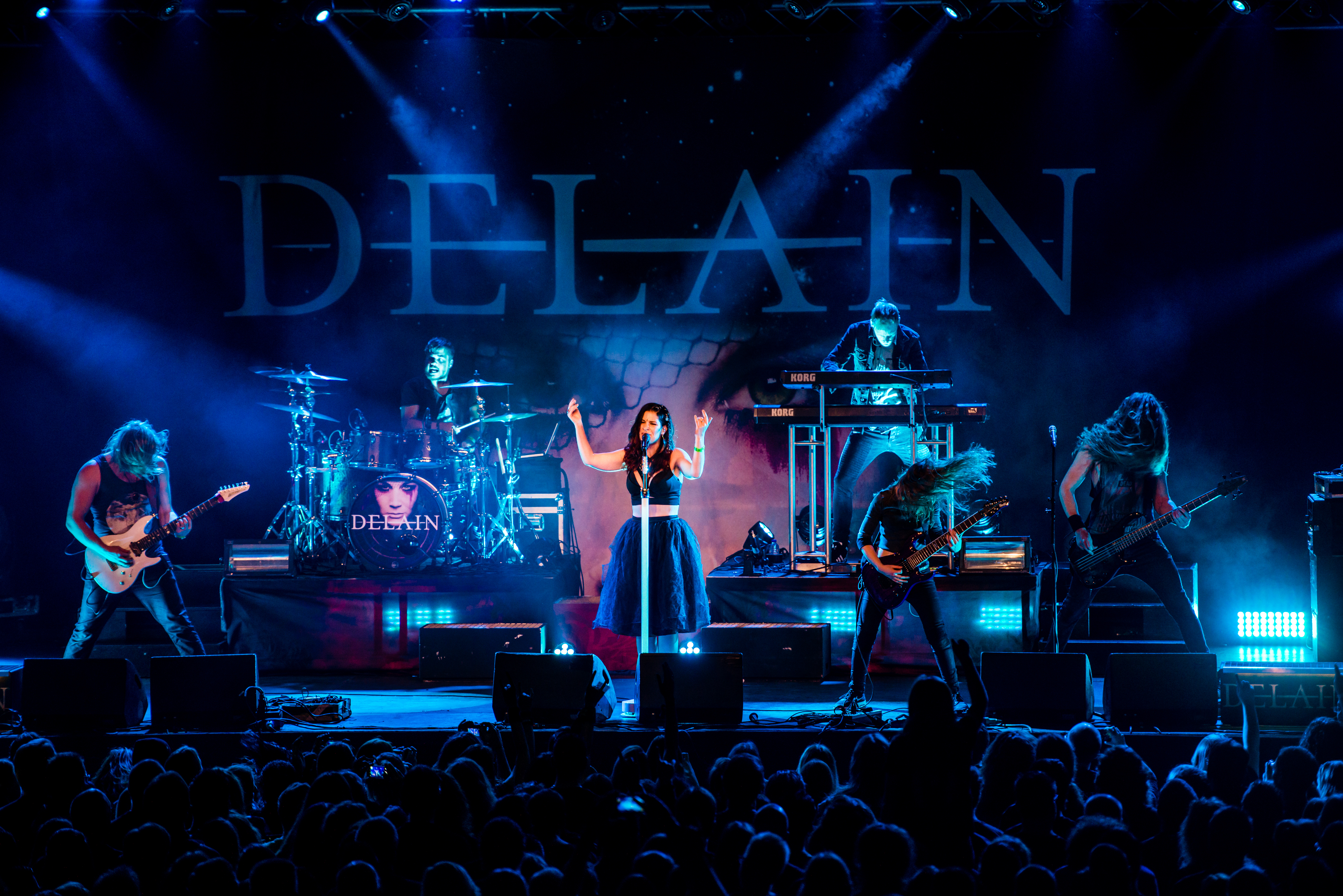

딜레인(Delain)은 위딘 템테이션의 전 키보드리스트 Martijn Westerholt가 2002년 결성한 네덜란드의 심포닉 메탈 밴드이다. 단일 프로젝트를 목적으로 결성되었다. 가수 Charlotte Wessels가 2005년 밴드 합류에 초대되었다. 이 밴드의 이름은 스티븐 킹의 소설 용의 눈(The Eyes of the Dragon)에 등장하는 딜레인 왕국에서 기원한다. 2021년 2월, 구성원들을 각자 자신의 갈 길로 가기로 결정하였다.

## 디스코그래피
- Lucidity
- April Rain
- We Are the Others
- The Human Contradiction
- Moonbathers

### 라이브 음반
- A Decade of Delain: Live at Paradiso

### 뮤직 비디오
- "Frozen" (2007)
- "See Me in Shadow" (2007)
- "The Gathering" (2008)
- "Stay Forever" (2009)
- "April Rain" (2009)
- "Get the Devil Out of Me" (2012)
- "We Are the Others" (2012)
- "Are You Done with Me" (2013)
- "Stardust" (2014)
- "Suckerpunch" (2016)
- "Fire with Fire" (live video) (2016)
- "Masters of Destiny" (2019)
- "Burning Bridges" (2019)
- "Ghost House Heart" (2020)
- "The Quest and the Curse" (2022)
- "Beneath" (2022)